# De Gewonde Engel
De Gewonde Engel (Fins: Haavoittunut enkeli) is een schilderij van de Finse kunstschilder Hugo Simberg, geschilderd in 1903, olieverf op linnen, 127 × 154 centimeter groot. Het wordt wel beschouwd als het belangrijkste werk uit de Finse kunsthistorie en werd in 2006 door het Finse publiek tot „Nationaal Schilderij" gekozen. Het doek bevindt zich in de collectie van het Ateneum in Helsinki.

## Context
Simberg schilderde vaak macabere en bovennatuurlijke taferelen met een sterk symbolische lading. Hij gaf echter nooit een verklaring over de betekenis van zijn werken. Als hem daar ooit naar werd gevraagd gaf hij simpelweg aan dat iedereen er zelf maar in moest zien wat men erin wilde zien. Daarbij hoopte hij, naar eigen zeggen, dat zijn schilderijen mensen in hun diepste gevoelens zouden raken: "dat ze hen lieten huilen in het hart van hun hart". De gewonde engel is wat dat betreft exemplarisch. Meermaals weigerde Simberg er een nadere verklaring bij te geven. Toen hij het werk eind 1903 voor het eerst exposeerde zette hij zelfs een streep in de catalogus op de plek waar de titel van het werk moest komen te staan.

## Afbeelding
De gewonde engel toont twee jonge jongens in sombere donkere kleding, die een engel met zich meedragen, zittend op een provisorische brancard. Onduidelijk blijft wat er is gebeurd. Het hoofd van de engel is verbonden tot net over de ogen, haar vleugels zijn met bloed bedekt. Ze zit voorover gebogen, oogt vermoeid, verslagen en houdt zich met haar handen vast aan de dwarsliggers. In haar rechterhand heeft ze enkele sneeuwklokjes vast, waarvan er ook in het dorre weide enkele groeien. De jongens zien enigszins plechtstatig uit, de achterste kijkt verongelijkt en verwijtend richting de kijker, maar er zou ook een slecht geweten in gezien kunnen worden. Het landschap waarin ze lopen kan worden herkend (ook nu nog) als de Eläintarha in Helsinki, nu een park, met de Töölönlahtibaai op de achtergrond. In de tijd van Simberg was dit park een populair ontspanningsoord voor mensen uit de arbeidersklasse. In de omgeving bevonden zich veel liefdadigheidsinstellingen, waaronder een tehuis voor blinde meisjes. Gesuggereerd is wel dat de jongens met het engelmeisje daar naartoe op weg zijn, maar dat is louter speculatief. Klaarblijkelijk heeft de engel medische hulp nodig, maar onduidelijk blijft of de twee die ook voor haar zoeken, of iets anders met haar van plan zijn.
Compositorisch is het werk uiterst simpel van opzet: een voornamelijk in horizontale belijningen weergegeven landschap, verticaal doorbroken door de beide jongens met de engel centraal en enigszins gerond tussen hen in. De kleurstelling is sober en beperkt. De algehele uitstraling van het schilderij is melancholisch en somber.

## Duiding
Dat Simberg bij herhaling weigerde nadere uitleg wilde geven bij De gewonde engel wil niet zeggen dat kunstcritici zich niet aan duidingen hebben gewaagd. De meeste van deze interpretaties leggen, niettegenstaande het feit dat Simberg al geruime tijd eerder met de voorbereidingen voor het werk was begonnen, een verband met de periode waarin het werd geschilderd: kort na de winter van 1902-1903 waarin Simberg aan meningitis leed en erg ziek was geweest. Het doek wordt dan wel gezien als een allegorie voor de overwinning op zijn ziekte na een lange periode van hevig lijden. Ook wordt het werk wel als metaforisch gezien met betrekking tot meningitis zelf, die behalve stijfheid van de nek ook lethargie tot gevolg heeft: de vleugels kunnen dan gezien worden als longen met een kleine verwonding in de hoge regionen. De lethargie weerspiegelt zich in de houding van de engel, de sobere compositie en het ingetogen kleurenpalet. Tegelijkertijd echter wordt er ook hoop in het schilderij ontwaard. De sneeuwklokjes symboliseren wedergeboorte, gezondheid en opnieuw ontluikende schoonheid. De engel is niet al te ernstig verwond en zal zeker genezen.
Van de andere kant zijn er critici die elke interpretatie en dus ook bovenstaande verwerpen als volstrekt hypothetisch. Zij zien het werk, in de geest van Simbergs eigen uitspraken, als een soort van rorschachtest en stellen zich op het standpunt dat elke uitleg juist is voor de persoon die hem geeft en daarmee onjuist in algemene termen.

## Studies
Simberg bereidde de definitieve versie van De dood van de engel meer dan een jaar voor. Hij maakte schetsen en ensceneerde foto's, zowel van de omgeving van de Töölönlahtibaai als van de figuren, welke hij vervolgens gebruikte als basis voor het uiteindelijke schilderij. De foto's van de modellen nam hij in zijn studio. Voor de engel poseerden de meisjes Gertrud en Adrienne Gadd, dochters van een arts uit Viipuri, een vriend van Simberg die in de zomer met zijn familie regelmatig te gast was bij de kunstenaar. Een van de meisjes had blond haar, de ander donker. Opvallend is dat de engel op een foto die Simberg maakte van het nog onvoltooide werk donker haar heeft waar ze in het uiteindelijke schilderij blond is.

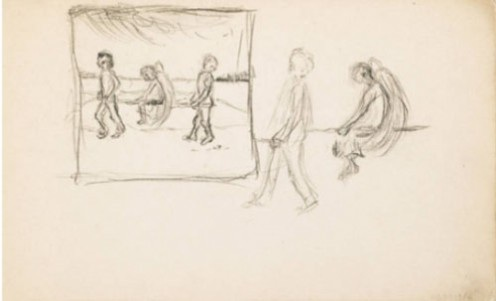
Schets, 1902
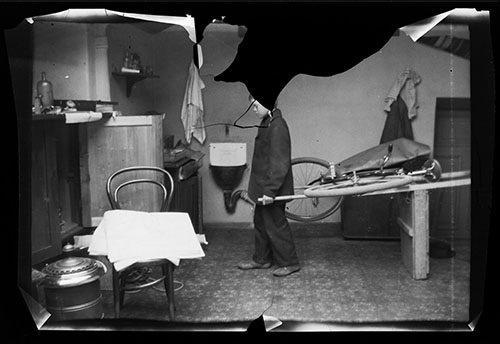
Fotostudie, 1902
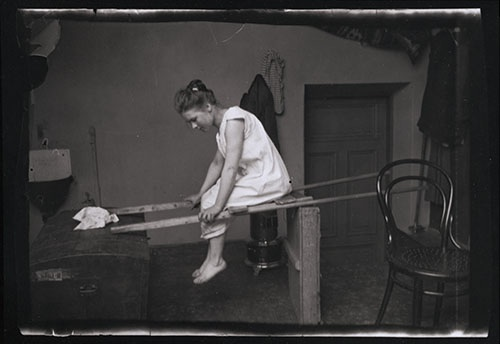
Fotostudie, 1902
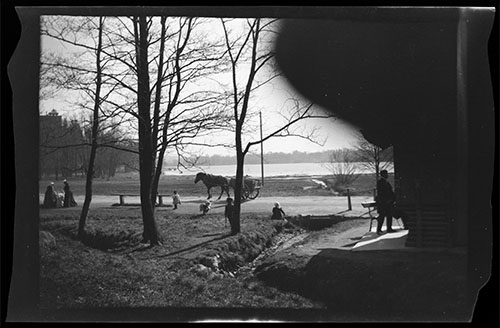
foto door Simberg van de Töölönlahtibaai, 1902
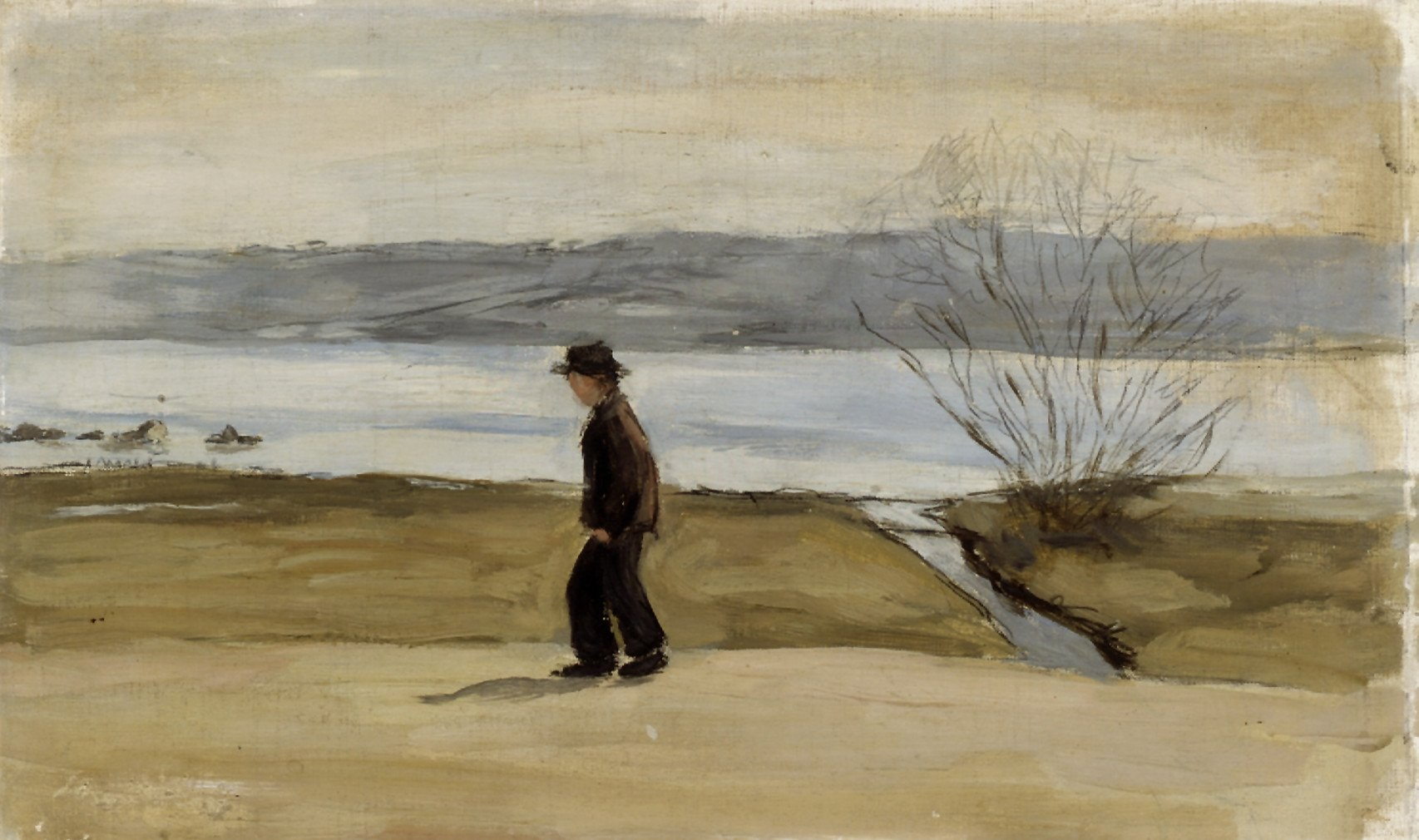
Studie, 1902
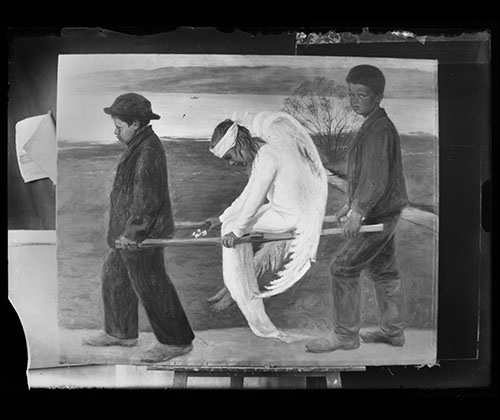
Foto door Simberg van het werk in wording

## Fresco Domkerk van Tampere
Toen Simberg in 1905, samen met zijn collega's Albert Edelfelt en Magnus Enckell, werd gevraagd om de Domkerk van Tampere te decoreren, koos hij ervoor op groot formaat een fresco-reproductie te maken van De gewonde engel, naast een fresco van In de tuin van de dood, naar een sprookje van Hans Christian Andersen. De fresco van De gewonde engel is nagenoeg identiek aan het eerdere schilderij, met alleen twee industriële schoorstenen aan de horizon als afwijkend detail. Beide fresco's gaven veel stof tot discussie. Veel mensen vonden indertijd dat dergelijke symbolistische werken niet in een kerk thuishoorden.

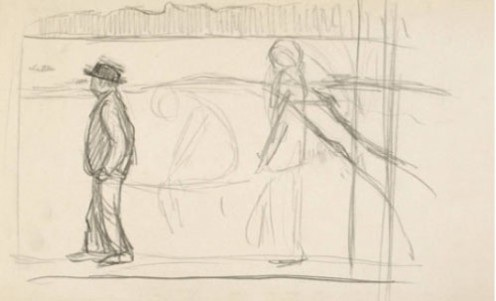
Schets voor fresco in de Domkerk van Tampere
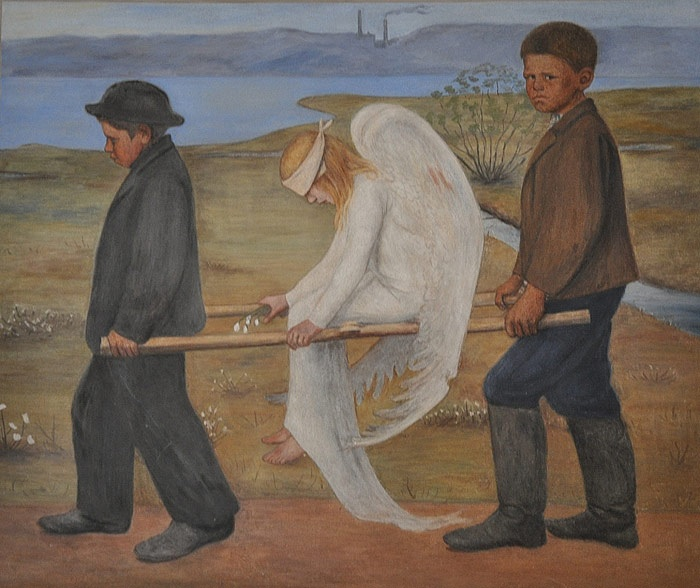
Fresco, Domkerk van Tampere